# Taoughilt
Taoughilt  (in arabo توغيلت‎?) è un centro abitato e comune rurale del Marocco situato nella provincia di Sidi Kacem, regione di Rabat-Salé-Kénitra. Conta una popolazione di 14 764 abitanti (censimento 2014).